# Partido Moderno del Centro
El Partido del Centro Moderno (en esloveno: Stranka modernega centra, SMC) es un partido político en Eslovenia encabezado por el exPrimer ministro de Eslovenia Miro Cerar.

## Historia
Se fundó a primeros de mayo del 2014, por el exasesor legal del Parlamento Esloveno y abogado, Miro Cerar, bajo el nombre de Partido de Miro Cerar (Stranka Mira Cerarja). La motivación principal para su formación fue la renuncia del primer ministro Alenka Bratušek el 3 de mayo de 2014.
Y no tardó a presentarse a sus primeros comicios, fueron en las Elecciones de Eslovenia de 2014, donde, encabezados por Miro Cerar, obtuvieron 36 de los 90 escaños del Parlamento Esloveno -correspondiendo al 39% del electorado-, consiguiendo así el puesto de primer ministro de Eslovenia. 
En su campaña electoral avisaron además de que estudiarían de nuevo algunas de las medidas llevadas a cabo por los anteriores gobiernos para sacar el país de la crisis económica que vive desde 2008.
El 18 de septiembre de 2014 se formó el gabinete Cerar, con el SMC como partido principal en una coalición con el Partido Democrático de los Pensionistas de Eslovenia (DeSUS) y los Social Demócratas (SD).
El 7 de marzo de 2015, en el congreso del partido SMC, el nombre del partido se cambió a Partido Moderno del Centro.

## Resultados electorales
| Fecha | Votos         | %     | Diputados | +/- | Estatus   |
| ----- | ------------- | ----- | --------- | --- | --------- |
| 2014  | 301.563 (1.º) | 34,49 | 36/90     |     | Coalición |
| 2018  | 86.868 (4.º)  | 9,75  | 10/90     | 26  | Coalición |